# Lav Sapjeha
Lav Sapjeha (bjeloruski:Леў Сапега ili Leŭ Sapieha; litvanski: Leonas Sapiega, 1557. – 1633.), litvanski velikaš i državnik. Obnašao je dužnosti u Velikoj Kneževini Litvi, velikog tajnika 1950., velikog službenika 1581., sudskog kancelara 1585., velikog sudskog kancelara od 1589. do 1623., vojvode od Vilniusa 1621. te velikog litvanskog Hetmana od 1623. do smrti 1933. Bio je rutenske nacionalnosti, međutim, suvremeni bjeloruski izvori protumačili su njegovo rusinsko nasljeđe bjeloruskim.
Smatra se velikom političkom osobom Poljsko-Litvanske Unije. Bogati i moćni velikaš, pravnik i vojni zapovjednik, bio je poznat po svojoj mudrosti kao državnik, jedan je od najvećih vođa Velikog Vojvodstva Litve u doba kulturnog procvata.
Rođen je u blizini Vitebska.  Školovao se u Leipzigu i radio u kraljevskom uredu kralja Poljske i velikog vojvode Litve Stjepana Batorija pod vodstvom Jana Zamojskog. Odgajan kao pravoslavac, u mladosti prelazi na kalvinizam te osniva niz kalvinističkih crkava u svojim bivšim posjedima. 1570-ih okrenuo se unitarizmu. Razočaran zbog svađe unutar protestantskog tabora,  1586. sa svojom prvom suprugom prelazi na katolicizam čiji je postao gorljivi branitelj.
Podržava političku uniju s Velikom kneževinom Moskvom (1584. – 1600.), vodi diplomatsku misiju u Moskvi 1600. te predlaže jedinstvo koje je car Boris Godunov odbio.
Također je sudjelovao u ratovima protiv Moskve, a kasnije je postao savjetnik Sigismunda III. Vasa, te podržava njegove planove.
Kao kancelar bio je glavni urednik i izdavač posljednje verzije Statuta Velikog Vojvodstva Litve, koji se smatra prvim Ustavom u Europi. Položio je temelje za uspostavu Pravnog fakulteta Sveučilišta u Vilniusu, koje je otvoreno 1641. godine.
Bio je jedan od inicijatora i sudionika vojne ekspedicije u Moskvi 1618. godine
Kao Maršal Sejma vodio je obični Sejma u Varšavi od 4. listopada do 25. studenog 1582. Bio je dobrotvor mnogim katoličkih crkavama u Velikom Vojvodstvu. Uspostavio je dugoročnu moć i bogatstvo obitelji Sapjeha.
Umro je 1633. godine, a pokopan je u grobnici u crkvi sv. Mihaela Arkanđela u Vilniusu, koju je sam dao izgraditi.